# 塞夫尔河畔圣阿芒
塞夫尔河畔圣阿芒（法語：Saint-Amand-sur-Sèvre，法語發音：[sɛ̃.t‿amɑ̃ syʁ sɛvʁ]）是法国德塞夫勒省的一个市镇，属于布雷叙尔区。

## 地理
塞夫尔河畔圣阿芒（46°52'7"N, 0°47'42"W）面积32.36 平方千米，位于法国新阿基坦大区德塞夫勒省，该省份为法国西部内陆省份，北起曼恩-卢瓦尔省，西接旺代省，南至夏朗德省和滨海夏朗德省，东临维埃纳省。
与塞夫尔河畔圣阿芒接壤的市镇（或旧市镇、城区）包括：莫莱翁、小布瓦西耶尔、塞夫勒蒙、特雷兹旺。

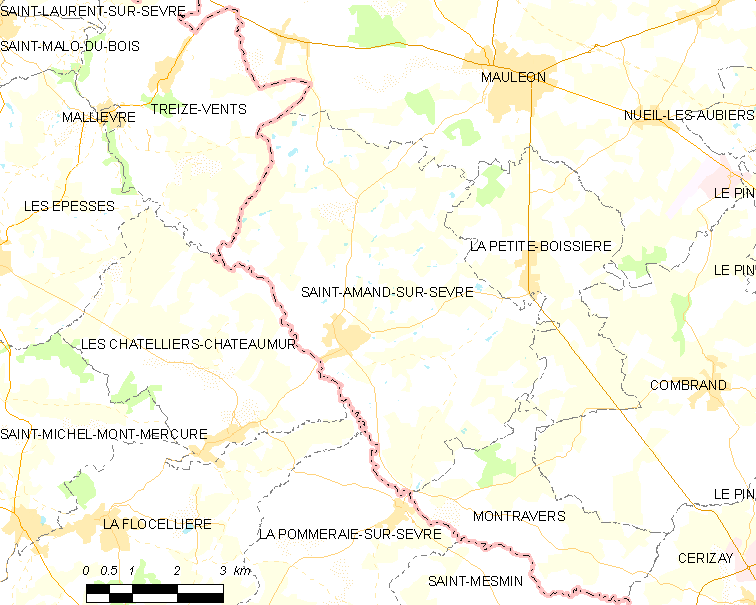
塞夫尔河畔圣阿芒的OSM定位图

塞夫尔河畔圣阿芒的时区为UTC+01:00、UTC+02:00（夏令时）。

## 行政
塞夫尔河畔圣阿芒的邮政编码为79700，INSEE市镇编码为79235。

## 政治
塞夫尔河畔圣阿芒所属的省级选区为莫莱翁县。

## 人口

1962-2008年间塞夫尔河畔圣阿芒人口变化图示

塞夫尔河畔圣阿芒于2022年1月1日时的人口数量为1421人。